# Alluitsup Paa
Alluitsup Paa (del groenlandès «fora d'Alluitsoq», Sydprøven (Prøven Sud) en danès i conegut antigament com a Agdluitsup pâ) és un poble del sud de Groenlàndia que pertany a la municipalitat de Kujalleq. Tenia 251 habitants al cens del 2014.

## Història
L'assentament va ser fundat com una base comercial el 1830 amb el nom de Sydprøven (Prøven Sud) per distingir-se de Nordprøven (Prøven Sud, actualment Narsaq), fundat durant el mateix any. El seu nom en groenlandès significa «fora d'Alluitsoq» usat per diferenciar-se d'Alluitsoq, un poble proper que va ser abandonat el 2010.
Alluitsup Paa era major assentament de Groenlàndia sense estatut municipal abans de la reforma municipal de 2009,

## Població
La majoria de les poblacions i assentaments del sud de Groenlàndia presenten uns patrons de creixement negatiu durant les últimes dues dècades, i molts assentaments s'han despoblat ràpidament.

## Comunicacions
Alluitsup Paa té un heliport (IATA: LLU; ICAO:BGBW) amb una pista de 60x20 metres que opera durant tot l'any directament amb l'aeroport de Narsarsuaq (IATA: UAK; ICAO: BGBW) i indirectament amb la resta de Groenlàndia i Europa. Air Greenland opera amb quatre vols setmals directes a Nanortalik i a Qaqortoq.
El poble té un port utilitzat per la Royal Arctic Line.
Com la majoria de poblats de Groenlàndia, Alluitsup Paa no té carreteres que connectin a cap altre lloc. Hi ha senders que condueixen cap al nord de la ciutat, però per a qualsevol transport motoritzat calen vehicles tot terreny. Alluitsup Paa està connectat a la part continental de Groenlàndia a través d'un petit pont de terra que fa possible el transport motoritzat. Durant l'hivern s'han d'utilitzar trineus tirats per gossos fins i tot per a les rutes properes.

## Clima
El clima predominant és l'anomenat clima de tundra. La classificació climàtica de Köppen és ET. La temperatura mitjana anual a Aappilattoq és d'1,4 °C.

## Activitats d'Alluitsup Paa

### Economia i serveis
La principal ocupació i font d'ingressos és la indústria pesquera. Les captures principals són els llagostins, l'halibut de Groenlàndia i el bacallà.
El KNI opera al poble amb un supermercat de la cadena Pilersuisoq. Al poble també hi ha dos quioscs on es compren articles menors, una oficina de correus i un cibercafè. El poble també compta amb una clínica de primers auxilis i un dentista, que també exerceix en l'escola local.
Alluitsup Paa és un dels pocs assentaments a Kujalleq sense església pròpia. L'església de la ciutat va ser establerta el 1926, però es va cremar a la nit de cap d'any del 2007. Actualment, les activitats religioses de la comunitat tenen lloc a Qaqortoq.

### Educació
Els nens en edat escolar assisteixen a l'escola local «Atuarfik Anders Nielsen» i comptava amb 50 alumnes d'11 graus durant el curs escolar 2006/2007. L'escola té una petita sala d'esports i el seu propi dentista. També té un director degut a la seva grandària.

### Turisme
Hi ha dos hotels al poble: el Qaannivik Hotel (des de 2006) i el Mar Whale Hotel, que ofereixen als turistes excursions als llocs d'interès:

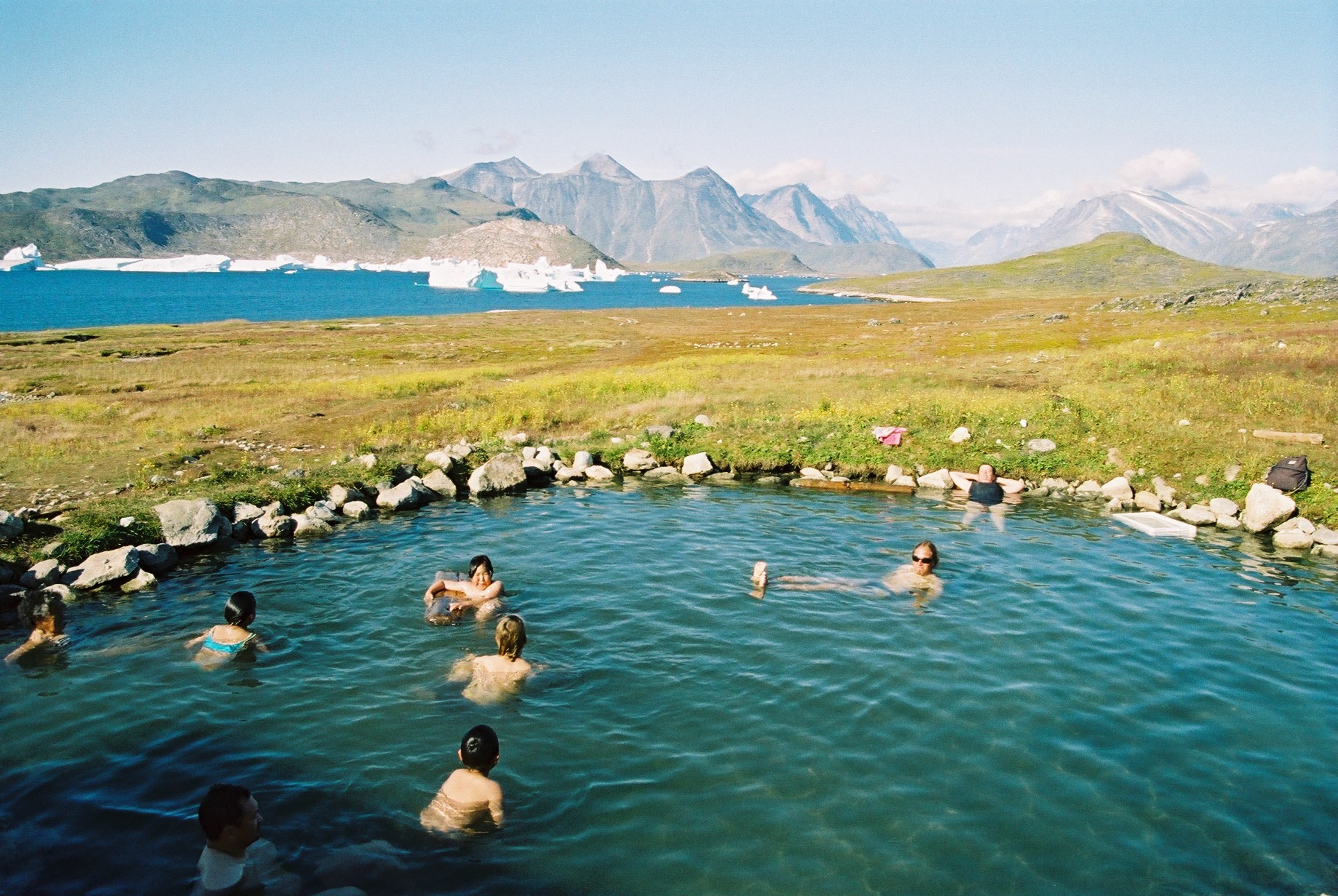
Fumarola hidrotermal

- Les fumaroles hidrotermals amb temperatures entre 34 °C i 38 °C,[11] on es poden veure els icebergs a la deriva i moltes balenes en la mar.

- Les ruïnes de Qerrortuut, que  són assentaments inuit anteriors de finals del segle xviii i principis del segle xix que es troben a l'oest del poble, a la mateixa illa.[11] També hi ha les ruïnes d'un convent construït prop de les deus d'aigua calenta després que el cristianisme fos introduït a Groenlàndia per primera al voltant l'any 1000.
- Les mines abandonades de coure i de grafit d'Amitsoq, que van estar en funcionament entre els anys 1911 i 1924.[12]

- El poble abandonat d'Alluitsoq (Lichtenau)
- Els assentaments propers pintorescs d'Akuliaruseq i Qarsorsat, i el poble d'Ammassivik (Sletten).
- La ruta de senderisme al llarg de la península de Vatnahverfi, que és una de les destinacions turístiques més populars a Groenlàndia.

## Agermanaments
- Municipi de Rudersdal, Dinamarca